# Pianeta V
Pianeta V è un quinto ipotetico pianeta ipotizzato dagli scienziati della NASA John Chambers e Jack J. Lissauer che sarebbe esistito tra Marte e la fascia di asteroidi principale, basata su simulazione al computer.  Chambers e Lissauer presentarono questa idea durante il 33º Lunar and Planetary Science Conference, tenuta dall'11 al 15 marzo 2002.
Chambers e Lissauer proposero che uno sconosciuto pianeta terrestre una volta esistito in una instabile ed eccentrica orbita attorno al Sole, almeno 4 miliardi di anni fa. Collegarono questo pianeta, denominandolo Pianeta V, e la sua scomparsa con l'intenso bombardamento tardivo, episodio dell'era Adeano.
"Il pianeta extra formava un'orbita a bassa eccentricità che fu longeva ma instabile" riportò Chambers. Circa 3,9 miliardi di anni fa, Pianeta V fu perturbato da un'interazione gravitazionale con altri pianeti interni. Esso fu sballottato in un'orbita ad alta eccentricità che incrociò la parte interna della fascia principale degli asteroidi, una riserva di materiale più grande rispetto ad oggi. Esso passò attraverso la cintura di asteroidi, costringendoli a volare all'interno delle orbite degli oggetti che ruotano attorno a Marte. Ciò temporaneamente rafforzò la popolazione dei corpi geosecanti, inoltre aumentò gli impatti di asteroidi sulla Luna.
Secondo Chambers, Pianeta V si distrusse andando contro il Sole.